# Giovanni Donzelli
Giovanni Donzelli (Firenze, 28 novembre 1975) è un politico italiano, dal 2018 deputato alla Camera per Fratelli d'Italia, partito di cui è responsabile nazionale dell'organizzazione.

## Biografia
Nato il 28 novembre 1975 a Firenze, vive a Prato; è sposato con Alessia, nata in Abruzzo; la coppia ha due figli.

## Attività politica
Dopo aver conseguito la maturità scientifica al liceo "Alla Querce" di Firenze, si iscrive al corso di laurea in lettere presso l'Università degli Studi di Firenze. Nel 1994 aderisce al Fronte Universitario d'Azione Nazionale (FUAN) del Movimento Sociale Italiano.. In seguito si trasferisce alla facoltà di agraria del medesimo ateneo  senza mai terminare gli studi. Viene poi eletto Presidente Nazionale di Azione Universitaria e portavoce nazionale della Giovane Italia. Ha lavorato come strillone per la società Speedy s.r.l., di proprietà di Tiziano Renzi, padre di Matteo Renzi.
Alle elezioni amministrative del 2004 è stato eletto consigliere comunale a Firenze con Alleanza Nazionale, venendo rieletto nelle amministrative del 2009 con Il Popolo della Libertà. Nel giugno 2008 presenta un'interrogazione su un residence progettato dalla società "Quadra", che verrà poi processata e condannata assieme a politici dell'allora maggioranza consiliare per ipotesi di corruzione tra il 2007 e il 2009.
Alle elezioni regionali in Toscana del 2010 viene eletto consigliere regionale nelle liste del PdL, in provincia di Pisa. Nel dicembre 2012 esce dal PdL, unendosi a Fratelli d'Italia, partito di cui sarà coordinatore dell'esecutivo nazionale, e nelle cui liste viene rieletto come consigliere regionale nelle successive elezioni regionali toscane del 2015, nel collegio della provincia di Firenze.
Dopo essersi occupato dal 2012 del caso Forteto, sostenendo le vittime che hanno denunciato i gravi fatti che hanno portato alle condanne, dal settembre 2015 ha ricoperto l'incarico di vicepresidente della Commissione d'inchiesta del Consiglio regionale della Toscana - Individuazione e analisi delle responsabilità politiche e istituzionali relativamente alla vicenda Il Forteto.
Nel gennaio 2015 ha presentato un'interrogazione in consiglio regionale sulla copertura concessa dal fondo per le PMI della finanziaria della regione Fidi Toscana a favore di un mutuo contratto dall'azienda della famiglia Renzi Chil Post, poi fallita, cosa che aveva portato alla perdita a carico della regione di oltre 200 000 euro, poi in gran parte rimborsati dal Ministero dell'Economia. Sulla stessa vicenda Marco Lotti ha querelato Donzelli poiché quest'ultimo nel suo intervento aveva messo in relazione la concessione del mutuo con l'ingresso del figlio Luca nello staff di Matteo Renzi, allora sindaco di Firenze. Il gip dispone il rinvio a giudizio ma successivamente il Tribunale di Firenze dispone l'archiviazione del caso.
A settembre 2016 ha presentato da consigliere regionale la proposta di legge parlamentare d'iniziativa regionale denominata "Taglia-business immigrati", per obbligare i soggetti che si occupano dell'accoglienza immigrati a rendicontare le spese. La proposta di legge è stata successivamente presentata da Fratelli d'Italia in tutte le regioni. A maggio 2017 la Commissione bilancio della Camera ha approvato il provvedimento, presentato da Giorgia Meloni, che è diventato legge.
Nello stesso anno presenta un esposto alla Corte dei Conti contro il sindaco di Pescia Oreste Giurlani, che verrà successivamente arrestato per peculato.

### Elezione a deputato
Alle elezioni politiche del 2018 viene candidato alla Camera dei deputati, tra le liste di Fratelli d'Italia nella circoscrizione Toscana, venendo eletto deputato. Nella XVIII legislatura della Repubblica è stato componente della 1ª Commissione Affari costituzionali, della Presidenza del consiglio e interni, della 14ª Commissione Politiche dell'Unione Europea e della Commissione parlamentare d'inchiesta sui fatti accaduti presso la comunità "Il Forteto".
Alle elezioni politiche anticipate del 25 settembre 2022 viene ricandidato alla Camera dei deputati come capolista nei collegi plurinominali Toscana 01 e Toscana 03, venendo rieletto. Il 19 ottobre 2022 viene eletto Segretario della Camera, mentre il 6 dicembre diventa il vicepresidente del COPASIR.

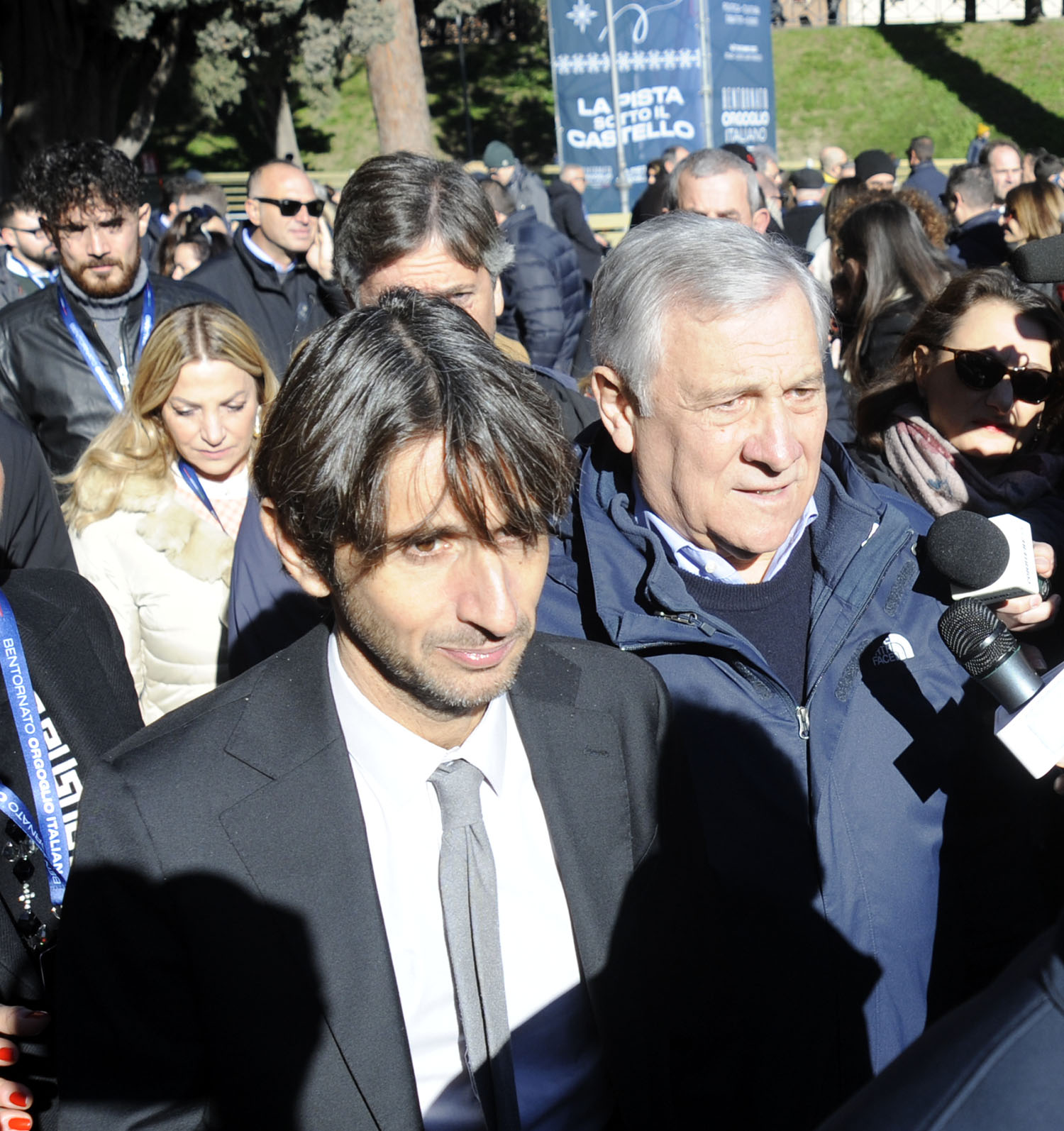
Donzelli con Antonio Tajani ad Atreju 2023

Nel gennaio 2023 durante un intervento in Aula accusa i parlamentari del PD Debora Serracchiani, Walter Verini, Silvio Lai e Andrea Orlando, che avevano incontrato Alfredo Cospito in carcere, di essere collusi con la mafia. A causa di tali dichiarazioni viene deferito al Gran Giurì della Camera dei Deputati con l'accusa di aver offeso l'onorabilità dei parlamentari democratici, venendo però assolto il 15 marzo successivo.